# Chery Tiggo 3
Der Chery Tiggo 3 ist ein Kompakt-SUV des chinesischen Automobilherstellers Chery Automobile. Es war zwischen dem Tiggo 3X und dem Tiggo 5 positioniert.
Formal erstmals gezeigt wurde er Ende 2004 auf der Guangzhou Auto Show. Zum Marktstart, der in China Mitte 2005 erfolgte, war der Tiggo das einzige SUV des Herstellers. Das Fahrzeug war mit einem 2,0-Liter-Ottomotor und einem 2,4-Liter-Ottomotor erhältlich. Es wurde von Chery in Zusammenarbeit mit Lotus Cars und der MAE Corporation aus Japan entwickelt.
Im Jahr 2007 wurde ein erstes Facelift präsentiert im Zuge dessen auch wurde das Modell in Tiggo 3 umbenannt.
Der Tiggo wurde ab dem Facelift mit drei Motoren mit 1,6 Liter Hubraum (88 kW), 1,8 Liter Hubraum (97 kW) und 2,0 Liter Hubraum (102 kW) angeboten. Für die 2,0-Liter-Version gibt es optional ein Automatikgetriebe oder einen Allradantrieb. Alle Versionen verfügen serienmäßig über Fahrer- und Beifahrer-Airbags sowie ABS.

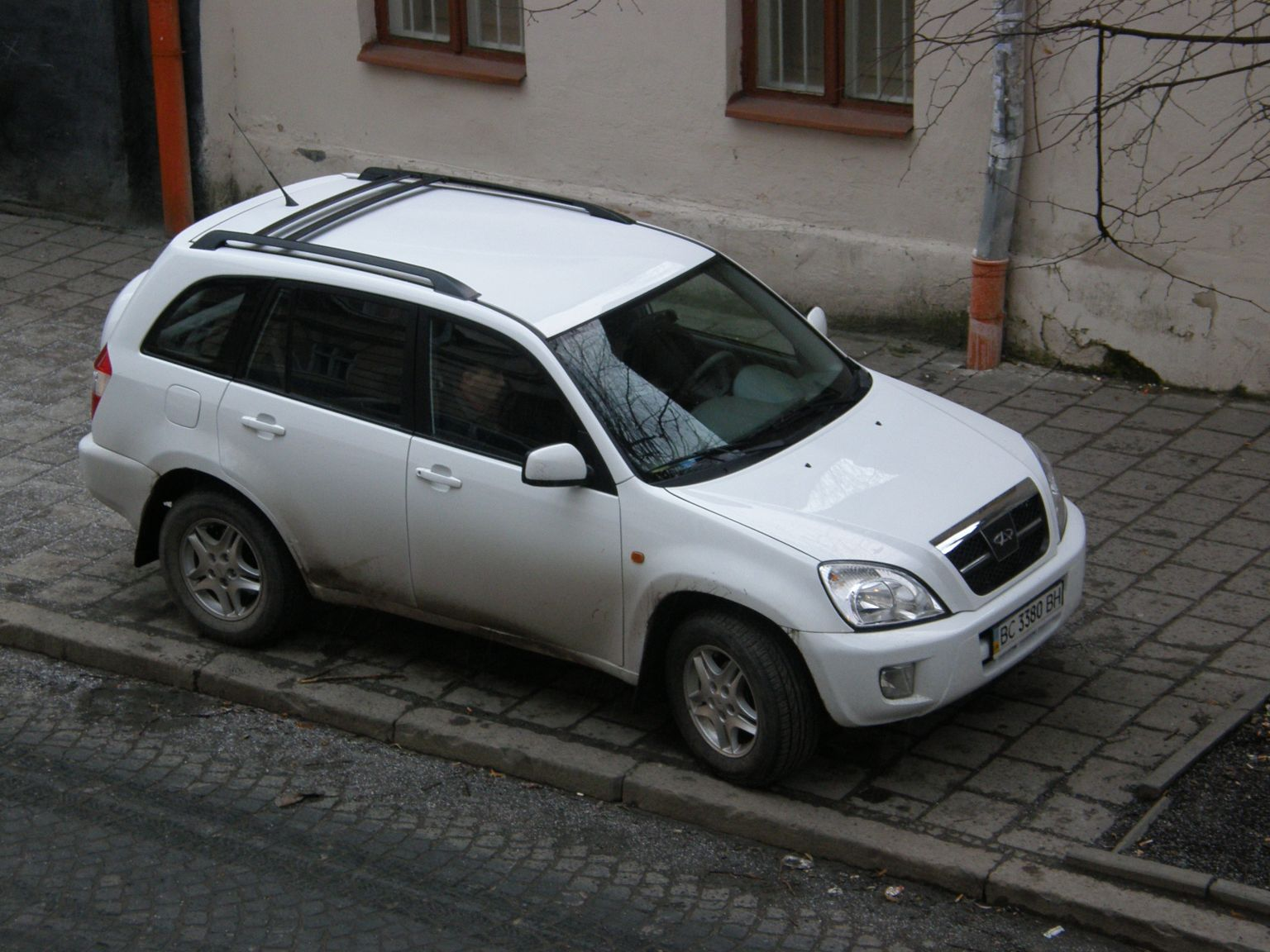
Chery Tiggo (2006–2011)
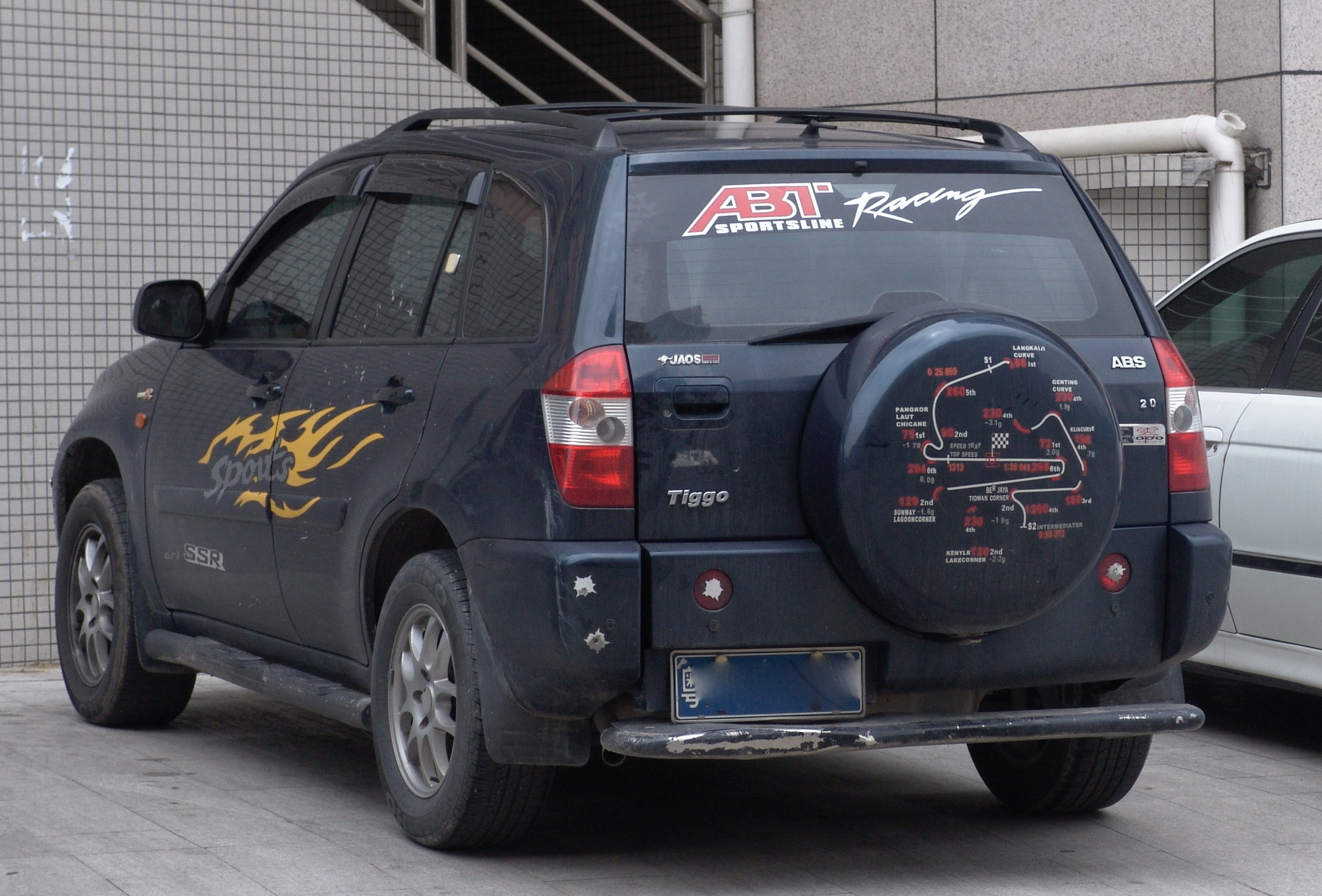
Heckansicht
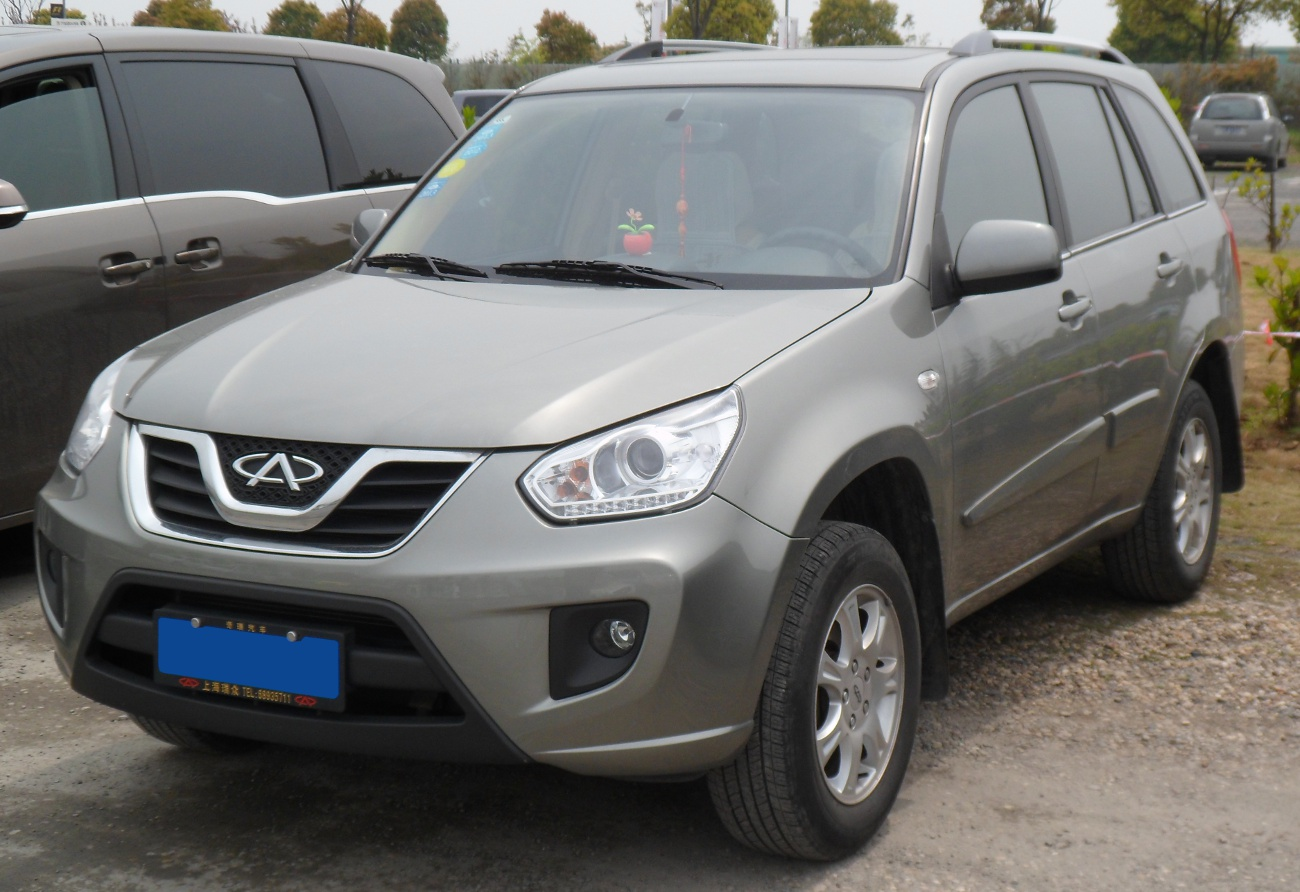
Chery Tiggo (2011–2014)
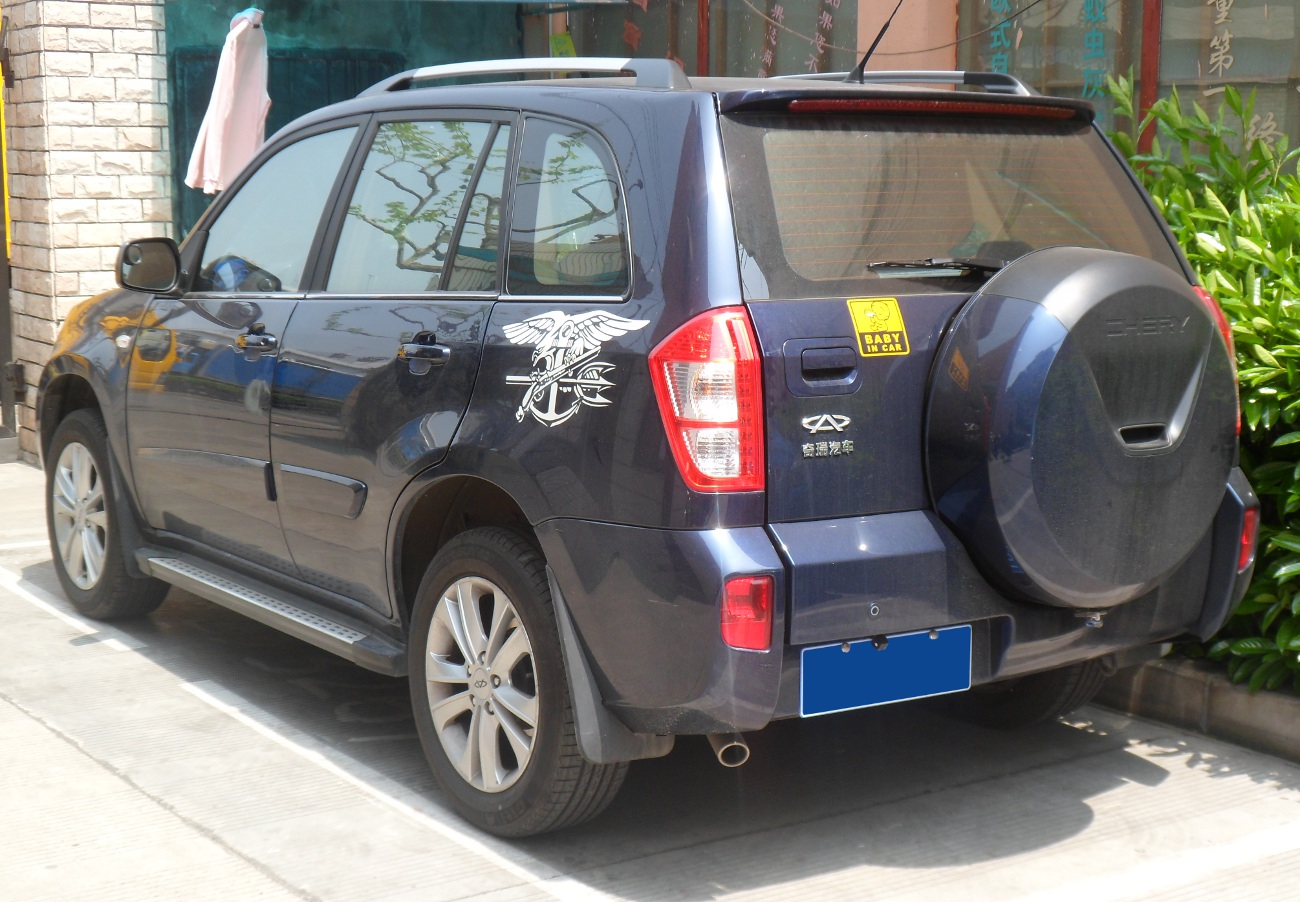
Heckansicht

2011 erhielt er die zweite Überarbeitung. Ab dem Facelift im Mai 2014warist als Antrieb nur noch ein 93 kW (126 PS) starker 1,6-Liter-Ottomotor verfügbar. Zuletzt wurde beim Tiggo 3 im Jahr 2016 ein Facelift durchgeführt.
Als Speranza Tiggo wurde der Wagen in Lizenz in Ägypten gefertigt, als DR 5 wird er in Italien gebaut. In Russland ist das Modell als Vortex Tingo und im Iran als MVM X33 bekannt. In China wird zudem der auf dem Tiggo 3 basierende Chery Cowin X3 angeboten. Ab 2011 wurde der Tiggo 3 in Australien als Chery J11 angeboten.

## Technische Daten
|                                            | 1.6                   | 1.5                   | 1.6                   | 1.6 DVVT                   | 2.4                        | 1.8                   | 2.0                        | 1.6S                   | 1.5T                   |
| ------------------------------------------ | --------------------- | --------------------- | --------------------- | -------------------------- | -------------------------- | --------------------- | -------------------------- | ---------------------- | ---------------------- |
| Bauzeitraum                                | 2006–2010             | 2019–2023             | 2010–2014             | 2011–2019                  | 2005–2007                  | 2007–2014             | 2005–2014                  | 2010–2014              | 2021–2023              |
| Motorkenndaten                             |                       |                       |                       |                            |                            |                       |                            |                        |                        |
| Motortyp                                   | R4-Ottomotor          | R4-Ottomotor          | R4-Ottomotor          | R4-Ottomotor               | R4-Ottomotor               | R4-Ottomotor          | R4-Ottomotor               | R4-Ottomotor           | R4-Ottomotor           |
| Hubraum                                    | 1597 cm³              | 1499 cm³              | 1597 cm³              | 1598 cm³                   | 2351 cm³                   | 1845 cm³              | 1971 cm³                   | 1597 cm³               | 1498 cm³               |
| max. Leistung bei min−1                    | 80 kW (108 PS) / 5800 | 85 kW (116 PS) / 6150 | 88 kW (119 PS) / 6150 | 93 kW (126 PS) / 6150      | 95 kW (129 PS) / 5500      | 97 kW (132 PS) / 5750 | 102 kW (139 PS) / 5750     | 110 kW (150 PS) / 5500 | 115 kW (156 PS) / 5500 |
| max. Drehmoment bei min−1                  | 147 Nm / 4300–4500    | 143 Nm / 4000         | 147 Nm / 4300–4500    | 160 Nm / 3900              | 195 Nm / 2500              | 170 Nm / 4300–4500    | 182 Nm / 4300–4500         | 205 Nm / 3500–4500     | 230 Nm / 2500–4000     |
| Kraftübertragung                           |                       |                       |                       |                            |                            |                       |                            |                        |                        |
| Antrieb                                    | Vorderradantrieb      | Vorderradantrieb      | Vorderradantrieb      | Vorderradantrieb           | Vorderradantrieb           | Vorderradantrieb      | Vorderradantrieb           | Vorderradantrieb       | Vorderradantrieb       |
| Getriebe, serienmäßig                      | 5-Gang-Schaltgetriebe | 5-Gang-Schaltgetriebe | 5-Gang-Schaltgetriebe | 5-Gang-Schaltgetriebe      | 5-Gang-Schaltgetriebe      | 5-Gang-Schaltgetriebe | 5-Gang-Schaltgetriebe      | 5-Gang-Schaltgetriebe  | Stufenloses Getriebe   |
| Getriebe, optional                         | —                     | —                     | —                     | (7-Gang-Automatikgetriebe) | (4-Gang-Automatikgetriebe) | —                     | (4-Gang-Automatikgetriebe) | —                      | —                      |
| Messwerte                                  |                       |                       |                       |                            |                            |                       |                            |                        |                        |
| Höchstgeschwindigkeit                      | 160 km/h              | 165 km/h              | 160 km/h              | 175 km/h (165 km/h)        | 175 km/h                   | 175 km/h              | 175 km/h                   | 175 km/h               | 185 km/h               |
| Beschleunigung, 0–100 km/h                 |                       |                       |                       | 14,0 s (15,0 s)            | 14,0 s                     | 15,0 s                | 14,0 s                     | 10,3 s                 |                        |
| Kraftstoffverbrauch auf 100 km, kombiniert | 8,0 l Super           | 7,3 l Super           | 7,3 l Super           | 6,7 l Super (7,9 l Super)  |                            |                       | 7,2 l Super                | 7,2 l Super            | 7,2 l Super            |
| Leergewicht                                | 1375 kg               | 1358 kg               | 1375 kg               | 1358 kg (1390 kg)          | 1475 kg                    | 1390 kg               | 1375 kg                    | 1403 kg                | 1420 kg                |
| Tankinhalt                                 | 57 l                  | 55 l                  | 55 l                  | 55 l                       | 57 l                       | 57 l                  | 57 l                       | 55 l                   | 55 l                   |